# Fuerza de Defensa de Sudáfrica
La Fuerza de Defensa de Sudáfrica (FDSA) (en afrikáans: Suid-Afrikaanse Weermag) eran las fuerzas armadas de la República de Sudáfrica. Las Fuerzas de Defensa de la Unión, fueron las fuerzas armadas del dominio británico de la Unión Sudafricana desde 1910 hasta 1957, cuando la Fuerza de Defensa de la Unión (FDU) fue reemplazada por la Fuerza de Defensa de Sudáfrica (FDSA). En 1961, el régimen del apartheid fundó la República de Sudáfrica. En 1994 terminó el régimen del apartheid y la FDSA fue reemplazada por la Fuerza de Defensa Nacional de Sudáfrica .

## Organización
La SADF se organizó para realizar una doble misión; combatir a la insurgencia en todas sus formas y mantener una fuerza militar convencional que pudiera defender las fronteras de la unión, organizando expediciones punitivas y realizando operaciones de represalia y castigo colectivo, según fuera necesario. A medida que las fuerzas armadas se expandieron durante la década de 1970, el personal general de la SADF se organizó en seis secciones: Finanzas, inteligencia militar, logística militar, operaciones, gestión de personal y planificación. El Servicio Médico Sudafricano (SMS) era una rama de las fuerzas armadas sudafricanas al igual que el Ejército Sudafricano, la Armada Sudafricana y la Fuerza Aérea Sudafricana.
El ejército estaba formado principalmente por sudafricanos blancos, que eran los únicos sujetos al servicio militar obligatorio. Sin embargo, los sudafricanos negros eran el segundo grupo más grande, y los ciudadanos asiáticos y de color con ascendencia mixta eran elegibles para servir como voluntarios, varios de los cuales alcanzaron el rango de comisionado. A partir de 1971, se formaron varios batallones negros en el Cuerpo de Infantería y Servicio sobre una base tribal, la mayoría de los soldados negros sirvieron en estos batallones tribales exclusivos, que tenían suboficiales negros pero oficiales comisionados blancos. El primer personal negro fue aceptado en rangos comisionados solo a partir de 1986, y luego solo para servir a soldados y suboficiales negros. La Comisión regular no estaría abierta para los bantúes hasta 1991, y luego nuevamente servirían solo en unidades negras o unidades de Apoyo / Servicio de Apoyo, para evitar tener una posición de autoridad sobre el personal de armas de combate blanco. El primer oficial negro en ser ascendido al rango de teniente coronel y tener el mando de una unidad del tamaño de un batallón solo fue designado en febrero de 1994, momento en el que la antigua SADF ya estaba en su lecho de muerte. Sin embargo, los candidatos a oficiales negros de las diversas Fuerzas Nacionales y de África Sudoccidental/SWATF habían sido aceptados desde 1981. Unidades como el Batallón 32 incorporaron muchos voluntarios negros, al igual que el Batallón 101. Organizaciones como End Conscription Campaign se opusieron al reclutamiento, pero en general, la moral de los blancos se mantuvo alta, como lo indican los pocos reclutas juzgados por delitos disciplinarios graves.
Durante el apartheid, las tropas armadas de la SADF se utilizaron para sofocar la oposición al gobierno de la minoría, a menudo apoyando directamente a la policía sudafricana. Las unidades militares sudafricanas estuvieron involucradas en las guerras civiles de Angola y Mozambique de larga duración, apoyando con frecuencia a los aliados de Pretoria, la Resistencia Nacional Mozambiqueña (RENAMO) y la Unión Nacional para la Independencia Total de Angola (UNITA). El personal de SADF también se desplegó durante la guerra de la frontera de Sudáfrica.

## Composición y estructura
Las Fuerzas de Defensa de Sudáfrica estaban bajo el mando del Presidente de Sudáfrica, elegido periódicamente.
Se componía de cuatro armas:
- Ejército de Tierra.
- Fuerza Aérea.
- Armada.
- Servicio médico.

## El ejército más poderoso de África
Gracias a su población, al PIB sudafricano y al apoyo de numerosos países occidentales como Reino Unido, Francia, Israel y Estados Unidos llegó a contar con una tecnología muy superior a la de sus vecinos y una cantidad de armamento sólo igualado, en el mejor de los casos, por los grandes países de África como Egipto o Nigeria.
- Su ejército de tierra disponía de carros de combate A41 Centurion de origen británico. Así mismo desarrolló vehículos blindados propios como los Ratel o los helicópteros anticarro Denel AH 2A Rooivalk.
- La fuerza aérea contaba con los Mirage III y algunos de los primeros Mirage F-1, que si bien pertenecían a la versión básica eran aparatos de última generación en el momento de su compra.[17]
- Su armada contaba con navíos de gran tonelaje como fragatas y buques de aprovisionamiento logístico incluso con capacidad para realizar funciones en la Antártida.[18]

Paulatinamente la propia industria sudafricana fue haciéndose cargo de la producción de nuevos modelos autóctonos y la fabricación de repuestos. Así mismo, varias naciones occidentales como Israel colaboraron con la industria sudafricana en la transferencia de tecnología para modernizar modelos obsoletos y perfeccionar la fabricación de componentes. Así el A41 Centurión pasó a ser el Olifant MK 1A con apoyo israelí y el Mirage III se modernizó al Atlas III también con apoyo de esa nación.

## Armas nucleares
En los años 70 Sudáfrica contaba con suficiente uranio proveniente, entre otros lugares, de Namibia y varias centrales nucleares con las que pudo obtener suficiente uranio y plutonio como para fabricar armas nucleares.
Al parecer, el 22 de septiembre en 1979 detonó su primer artefacto en una isla del océano Índico, extremo del que no hay pruebas pero los indicios apunta a Sudáfrica (véase en Incidente Vela). Así mismo colaboraba con Israel en la fabricación y desarrollo de misiles balísticos para, entre otras misiones, el lanzamiento de ojivas nucleares.
Pese a que la información, especialmente la oficial, es muy escasa; se considera que Sudáfrica llegó a producir seis armas nucleares. Pero con la llegada del Congreso Nacional Africano al poder las instalaciones fueron desmanteladas y el programa abandonado, lo cual aumentó notablemente el prestigio del país en el exterior.

## Historia de la Armada sudafricana

### Años 60
A principios de la década de 1960, la Armada de Sudáfrica era un servicio naval moderno y eficaz, optimizado para el combate naval convencional, junto con sus aliados internacionales occidentales. Entre los años 1962 y 1964, la Armada de Sudáfrica recibió tres fragatas Tipo 12M de fabricación británica que formaron la clase Presidente: SAS President Kruger, SAS President Steyn y SAS President Pretorius, respectivamente. La Armada sudafricana encargó tres submarinos de la clase Daphné a Francia en 1968 y desplegó submarinos por primera vez.

### Años 70
A principios de la década de 1970, la Armada de Sudáfrica operaba tres submarinos de clase Daphné: El SAS Maria van Riebeeck, un submarino encargado en 1970, el SAS Emily Hobhouse y el SAS Johanna van der Merwe, ambos submarinos entraron en servicio en 1971. Sin embargo, en la segunda mitad de la década de 1970, Sudáfrica enfrentó graves niveles de aislamiento y críticas internacionales. En 1973, la ONU calificó la segregación racial y el apartheid como un crimen contra la Humanidad, magnificado aún más por la brutal represión estatal y los posteriores encarcelamientos y asesinatos masivos, tras la masacre de Soweto en 1976, y tras la muerte del destacado activista anti-apartheid Steve Biko en 1977. Al año siguiente, un embargo de armas de la ONU, en vigor desde 1962, se volvió obligatorio. La consiguiente desinversión económica internacional en Sudáfrica se intensificó, lo que generó enormes tensiones sobre la economía sudafricana. Junto con estos graves problemas, las piedras angulares de la política exterior regional del país africano enfrentaron el colapso y una transformación completa con el fin del dominio portugués en Angola y Mozambique en 1975, y el acuerdo negociado en la Rodesia del Presidente Ian Smith para el fin del dominio de la minoría blanca en 1979. A medida que Sudáfrica se involucró cada vez más en la Guerra de la frontera en el África del Suroeste (la actual Namibia) y Angola, la Armada sudafricana comenzó a reajustar su perspectiva y organización internacionales anteriores. El entonces Ministro de Defensa sudafricano, Pieter Willem Botha, buscó con éxito conexiones militares con el estado sionista de Israel, y en 1974 se ordenaron nueve lanchas rápidas de ataque de la clase Sa'ar 4 armadas con misiles antibuque (buques de la clase Warrior al servicio de Sudáfrica). Tras el levantamiento de Soweto y el posterior embargo de armas obligatorio (Resolución 418 del Consejo de Seguridad de las Naciones Unidas), Sudáfrica había sido obligada a aceptar la cancelación de otra importante adquisición naval de dos nuevas corbetas francesas de la clase Drummond y dos submarinos de la clase Agosta procedentes de Francia.

### Años 80
En 1987, Sudáfrica encargó el buque de aprovisionamiento logístico SAS Drakensberg, diseñado y construido localmente en Durban, en la Provincia de KwaZulu-Natal. El buque de desembarco de la Armada sudafricana SAS Tafelberg, podía desplegar una fuerza de desembarco del tamaño de una compañía militar, seis lanchas de desembarco, dos helicópteros medianos, y estaba equipado con un pequeño hospital a bordo. A lo largo de la década de los ochenta, la Armada sudafricana continuó participando en la Guerra Fronteriza y llevando a cabo misiones de protección costera. La Armada de Sudáfrica mantuvo el control marítimo y brindó un valioso apoyo a las fuerzas terrestres sudafricanas. A finales de la década de 1980, la Armada sudafricana había perdido a sus principales buques de guerra antisuperficie, había reducido drásticamente su capacidad de guerra antisubmarina y antiaérea, y estaba prácticamente aislada internacionalmente. Las fuerzas de defensa sudafricanas sufrieron severos recortes presupuestarios y la terminación de un programa de construcción naval relativamente avanzado, para construir submarinos de fabricación nacional.

### Años 90
El buque de carga SAS Outeniqua, entró en servicio con la Armada de Sudáfrica, el 8 de junio de 1993. El buque se utilizaba principalmente para transportar vehículos militares y equipamiento pesado.

## Historia del Ejército de tierra sudafricano

### Creación de la fuerza de defensa
La Ley de Defensa (Nº 44) de 1957, cambió el nombre de la FDU a Fuerza de Defensa Sudafricana (FDS) y estableció algunas unidades de reacción rápida o comandos para responder a las amenazas localizadas. La FDS, en 1958 contaba con unos 20.000 miembros, creció hasta casi 80.000 hombres en las dos décadas siguientes. Tras la declaración de la República de Sudáfrica en 1961, el título "Real" se eliminó de los nombres de los regimientos del ejército, y la corona se eliminó de las insignias de los regimientos.

### Guerra fronteriza (1966-1989)
A principios de la década de 1960, la amenaza militar de la Organización del Pueblo de África del Sudoeste (SWAPO) y sus partidarios comunistas en África Sudoccidental impulsó al gobierno sudafricano a aumentar las obligaciones del servicio militar y extender los períodos de servicio activo.
La Ley de Defensa (Nº 12) de 1961 autorizaba al ministro de Defensa a desplegar tropas y comandos de la fuerza ciudadana para el control de disturbios, a menudo para sofocar manifestaciones contra el apartheid, especialmente cuando degeneraban en disturbios multitudinarios con pérdida de vidas. La Ley de Defensa (núm. 85) de 1967, también amplió las obligaciones militares, exigiendo a los ciudadanos varones blancos realizar el servicio nacional, incluido un período inicial de entrenamiento, un período de servicio activo, y varios años en estado de reserva, los varones blancos podían ser llamados a filas en cualquier momento. De 1966 a 1989, la FDS, junto con la fuerza territorial del Sudoeste de África, luchó en una guerra de contrainsurgencia en la Guerra Fronteriza de Sudáfrica, contra los rebeldes del SWAPO, en el Sudoeste de África (Namibia), estas operaciones incluyeron la creación de diversas unidades especiales como el Batallón de los Búfalos sudafricano, también llevaron a cabo operaciones en apoyo de los rebeldes de UNITA liderados por Jonas Savimbi en Angola, y contra las tropas cubanas de las FAR que apoyaban al gobierno angoleño del MPLA liderado por António Agostinho Neto. En lo que respecta a las formaciones convencionales, la 7 División sudafricana y las Brigadas 17, 18 y 19 se establecieron el 1 de abril de 1965. Las dificultades con los niveles de dotación provocaron la disolución de la 7 División sudafricana, el 1 de noviembre de 1967, y su reemplazo por la fuerza de tarea del ejército y la 16 Brigada.
Durante la década de 1970, la FDS comenzó a aceptar a ciudadanos no blancos y a mujeres en el ejército, como soldados de carrera, no sólo como voluntarios o reservistas temporales; sin embargo, los primeros sirvieron principalmente, si no exclusivamente, en unidades segregadas, mientras que a las segundas, no se les asignó a funciones de combate. A finales de la década de 1970, el ejército sudafricano fue llamado cada vez más a enfrentar amenazas externas y disturbios internos, que comenzaron a escalar hasta convertirse en una confrontación armada entre el Estado sudafricano y las fuerzas de liberación. El principal de estos grupos armados fue el Umkhonto we Sizwe (Lanza de la Nación) del Congreso Nacional Africano (CNA), el Ejército Popular de Liberación de Azania, de la Organización del Pueblo de Azania (AZAPO), y el Poqo, del Congreso Panafricanista de Azania (CPA). En 1973 se establecieron dos nuevas unidades de infantería: El séptimo batallón de infantería sudafricano, el octavo batallón de infantería sudafricano, con sede en Upington, y el undécimo batallón, con base en Kimberley. En 1973, la FDS se encargaba de la defensa del Namibia. Durante los meses siguientes, el Ejército se vio involucrado en operaciones de combate por primera vez desde la Segunda Guerra Mundial, enfrentándose a grupos del SWAPO que se infiltraban en el suroeste de África.
El cuartel general de la octava división blindada estuvo en activo en Durban, hasta al menos el 27 de septiembre de 1992. A principios de la década de 1980, el ejército fue reestructurado para contrarrestar todas las formas de insurgencia, y al mismo tiempo mantener una fuerza convencional creíble. Para cumplir con estos requisitos, el ejército se dividió en fuerzas convencionales y fuerzas de contrainsurgencia. Las fuerzas de contrainsurgencia se dividieron a su vez en nueve comandos territoriales, cada uno de los cuales era responsable ante el jefe del ejército. La fuerza ciudadana, proporcionó efectivos a la fuerza de defensa convencional. En julio de 1987, el número de comandos territoriales se amplió a diez. Los comandos eran el Comando de la Provincia Occidental (Ciudad del Cabo, 1959-1998); Comando de la Provincia Oriental (Puerto Elizabeth, 1959-1998); Comando del Cabo Norte (Kimberley); Comando del Estado Libre de Orange (Bloemfontein, 1959-1998); Comando de Transvaal del Norte (Pretoria); Comando Witwatersrand (cuartel general en Johannesburgo, objeto de un bombardeo en 1987); Comando Noroeste (Potchefstroom); Comando de Transvaal Oriental (Nelspruit); Comando de Natal (Durban) y Comando del Lejano Norte, con sede en Pietersburg. La FDS también operaba en la zona militar especial de Walvis Bay.
Durante este mismo período, las unidades de ingenieros y señales se agruparon en dos formaciones, la Formación de Ingenieros del Ejército de Sudáfrica (en 1982) y la Formación de Señales del Ejército de Sudáfrica (en 1984), ambas formaciones eran directamente responsables ante el Jefe del Ejército. En 1984 se formaron el Comando Transvaal Oriental (Nelspruit) y el Comando Extremo Norte (Pietersburg). Estos dos nuevos Comandos fueron considerados teatros de operaciones y como tales también tenían responsabilidad sobre las operaciones y unidades convencionales dentro de sus áreas. Por ejemplo, el Comando del Extremo Norte tenía la 73 Brigada Motorizada dentro de su área. El área de responsabilidad de cada comando seguía los límites de las regiones de desarrollo económico. Durante la década de 1980, los requisitos legales para el servicio nacional eran registrarse para el servicio a los dieciséis años y presentarse al servicio cuando era llamado a filas, lo que generalmente ocurría en algún momento después de que un hombre cumpliera los dieciocho años o al dejar la escuela secundaria. Las obligaciones de servicio nacional podían cumplirse mediante el servicio militar activo durante dos años y sirviendo en las reservas, generalmente durante diez o doce años.

### Reservistas
Los reservistas generalmente pasaban noventa días al año de servicio activo o entrenamiento, después de su período inicial de servicio. En su mayor parte, el sistema consistía en que el requisito del Servicio Nacional era de 720 días (dos años) y el servicio de reserva posterior era de 720 días más. El servicio de reserva se dividió en función de las necesidades de las unidades y del individuo en cuestión. Por lo general, esto se traducía en un compromiso operativo de noventa días al año, además de los cursos, desfiles o eventos que pudieran ser necesarios. Los miembros de la reserva podían ofrecerse como voluntarios para realizar tareas adicionales además de las asignadas. Este servicio voluntario adicional fue reconocido con la concesión del emblema de servicio voluntario (ESV) por cinco años de servicio voluntario por encima del compromiso obligatorio. Los requisitos para el servicio nacional cambiaron varias veces durante los años 80 y principios de los 90 en respuesta a las necesidades de seguridad nacional.

### Acciones emblemáticas
La principal acción de la SADF fue la lucha contra la SWAPO y la invasión de Angola durante la Guerra de la Frontera. En ella la superioridad sudafricana quedó demostrada por varias operaciones en territorio enemigo.
Unidades helitransportadas atacaron bases de SWAPO en Zambia y Angola. En ataques más grandes sus unidades mecanizadas invadieron Angola desde casi el primer momento de su independencia y llegaron incluso a asediar su capital, Luanda, hasta que la intervención cubana y la negativa de Estados Unidos a proporcionarles más armas si seguían avanzando les hicieron retroceder.
Su fuerza aérea no tuvo una superioridad tan clara. Pese a comenzar dominando el espacio aéreo, la llegada de los MiG-23 les hicieron perder el control del cielo y finalmente fueron los cubanos los que, a partir de la Batalla de Cuito Cuanavale, hicieron retroceder al ejército sudafricano de vuelta a Namibia, provocándole serias derrotas.
Las FAR cubanas jamás atacaron Namibia. Avanzaron en dirección a la hidroeléctrica de Ruacaná y realizaron un ataque aéreo sobre la reguladora de agua de Calueque, ubicada en territorio angolano.

### La matanza de Cassinga
El  5 de mayo de 1978   fuerzas helitransportadas de los Recces (término por el que se conocen a las Fuerzas Especiales de Sudáfrica) llegan a la base de SWAPO en Cassinga y realizan un fuerte ataque. La base era para los sudafricanos un centro logístico de SWAPO y para los namibios un campo de refugiados, según el CICR era ambos cosas al mismo tiempo. 
La intervención fue más peligrosa de lo que suponían los sudafricanos porque a pocos kilómetros de Cassinga estaba acantonado un contingente cubano del que no tenían constancia. Finalmente los Recces destruyeron el campamento y tomaron un millar de prisioneros de guerra; pero la intervención resultó una matanza que empequeñece a la de los estadounidenses en My Lai. La fuerza de élite sudafricana se ensañó con la población civil, matando a más de 600 refugiados, incluidos mujeres, niños y ancianos incapaces de defenderse.
Algunas de las fuerzas más destacadas de las SADF, como los Recces, sólo estaban formadas por blancos y en algunas ocasiones dejaban entrar a desertores de la SWAPO, útiles por la información y experiencia que podían aportar.

### La Batalla de Cuito Cuanavale
Fue la mayor batalla de África Subsahariana y en ella se decidió la guerra de Angola. En un principio fue una operación lanzada por las fuerzas angoleñas (FAPLA) para destruir las bases de la UNITA (la guerrilla de Jonás Savimbi, apoyada por Washington y Pretoria) al sureste de Angola. Cuba, que dudaba de los éxitos de esa operación, se mantuvo al margen, pero la FAPLA siguió adelante con asesores soviéticos. La ofensiva empezó bien, el ejército angoleño consiguió penetrar cientos de kilómetros sin que la UNITA pudiera detenerlos. Sudáfrica decidió intervenir en apoyo a Savimbi y lanzó sus fuerzas contra los flancos de las FAPLA, que se vio sorprendida y no tuvo más remedio que replegarse al norte. Las fuerzas sudafricanas apoyadas por la UNITA se lanzaron entonces a una contraofensiva que les hizo recuperar territorio de forma rápida y contundente. Las FAPLA retrocedieron hasta el pueblo de Cuito Cuanavale, y ante el peligro de que fueran exterminadas sus mejores unidades, solicitó a Cuba un apoyo urgente. Cuba puso como condición tener el control de las operaciones (en detrimento de los generales soviéticos) y respondió enviando a la zona efectivos que triplicaban a las fuerzas sudafricanas. Entre noviembre de 1987 y marzo de 1988 se produjeron los combates más duros. El uso de los MiG-23 cubanos que eran muy superiores a los Mirage sudafricanos resultó ser uno de los factores decisivos para inclinar la balanza del lado de las tropas de Cuba-FAPLA. Sin apoyo aéreo, las fuerzas sudafricanas no tuvieron más remedio que replegarse, esta vez perseguidas de forma coordinada por angoleños y cubanos. Para garantizar la superioridad aérea, Cuba construyó un aeropuerto en la aldea de Cahama que permitía a sus aviones atacar las bases sudafricanas en Namibia. Eso complicó aún más las operaciones del ejército sudafricano, que temía que la ofensiva cubano-angoleña cruzara la frontera. En junio de 1988 un escuadrón de mig-23 destruyó la presa de Calueque, pegado a Namibia, provocando la muerte de una importante agrupación sudafricana. Dos días después, Pretoria solicitó el alto el fuego y el inicio de conversaciones que llevaron a la firma de la paz en diciembre de 1988. En ellas Sudáfrica se comprometió a abandonar Angola y aceptar la resolución 435 de las Naciones Unidas sobre la independencia de Namibia. Tras esta batalla la Guerra civil de Angola dio un giro hacia la salida de todas las tropas extranjeras de su territorio y la continuación del mismo hasta la muerte de su líder con lo que el movimiento UNITA desapareció como fuerza armada. Las fuerzas sudafricanas sufrieron un duro golpe que tuvo su coste político para el régimen, y terminó contribuyendo al fin del sistema del apartheid.

## Historia de la Fuerza aérea sudafricana

### Guerra de la Frontera de Sudáfrica

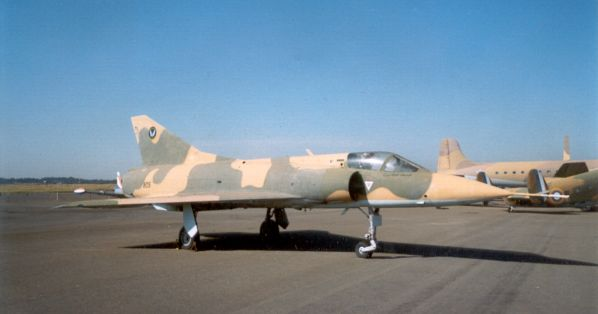
Un caza Dassault Mirage III del segundo escuadrón de la FAS.

De 1966 a 1989, la FAS participó en la Guerra de la frontera de Sudáfrica, que se libraba en el norte de Namibia y en los estados circundantes. Al principio, la FAS proporcionó apoyo aéreo cercano (CAS) a las operaciones policiales llevadas a cabo contra el Ejército Popular de Liberación de Namibia, el brazo militar de la Organización del Pueblo de África del Sudoeste (SWAPO), que luchaba para poner fin al dominio sudafricano en el suroeste de África. Las operaciones se intensificaron después de que las fuerzas de defensa sudafricanas, se hicieran cargo de la guerra en 1974. La FAS brindó apoyo aéreo al ejército durante la campaña de Angola de 1975-76, y en las numerosas operaciones transfronterizas que se llevaron a cabo contra las bases del PLAN en Angola y Zambia, a partir de 1977. Al menos dos Mikoyan-Gurevich MiG-21 de la Fuerza Aérea Nacional de Angola fueron derribados por cazas Dassault Mirage F1 del tercer escuadrón de la FAS, en 1981 y 1982. La FAS también estuvo muy involucrada en la campaña de Angola de 1987-88, antes del acuerdo de paz que puso fin al conflicto. El embargo internacional de armas impuesto contra el régimen del apartheid de Sudáfrica, en virtud de la Resolución 418 del Consejo de Seguridad de las Naciones Unidas, significó que la FAS no pudo adquirir aviones de combate modernos para competir con la sofisticada red de defensa antiaérea suministrada por los soviéticos, y con los aviones de combate Mikoyan-Gurevich MiG-23 desplegados por los cubanos de las FAR. Sudáfrica colaboró con el estado sionista de Israel, obtuvo planos de aeronaves sigilosamente, y diseñó de manera innovadora el caza Atlas Cheetah, mientras que los israelíes desarrollaron el caza IAI Kfir. A partir de 1990, con la reducción de la amenaza comunista, la fuerza operativa de la FAS comenzó a reducirse. Las primeras medidas a corto plazo supusieron la retirada del servicio de varios aviones obsoletos, como el bombardero a reacción English Electric Canberra, los helicópteros de transporte militar Aérospatiale SA321 Super Frelon y el helicóptero antisubmarino Westland Wasp, el avión ligero Atlas C4M Kudu, y los aviones de patrulla marítima P.166S Albatross, otras medidas adicionales incluyeron la degradación de la base aérea de Puerto Elizabeth, y la disolución de los escuadrones 12, 16, 24, 25 y 27. Dos escuadrones de comandos: El escuadrón 103 en Bloemfontein y el escuadrón 114 en Centurion, también fueron disueltos. Desde 1966, la FAS realizó misiones de apoyo a la infantería en la Guerra de la Frontera de Sudáfrica, en Angola, en África del Sudoeste y en la República de Rodesia. A medida que avanzaba la guerra, la intensidad de las operaciones aéreas aumentó, hasta que a finales de la década de 1980, la FAS tuvo que realizar misiones de combate contra aviones angoleños para mantener la superioridad aérea. Al concluir la Guerra de la Frontera de Sudáfrica en 1990, el número de aviones de la SAF se redujo drásticamente, debido a las presiones económicas y al cese de hostilidades con los estados vecinos. Durante la Guerra de la Frontera, la FAS perdió un total de 22 aviones debido a la acción enemiga en el campo de batalla, mientras que unos 11 aviones se perdieron debido a errores del piloto, o a un mal funcionamiento del avión.

### Defensa antiaérea basada en misiles

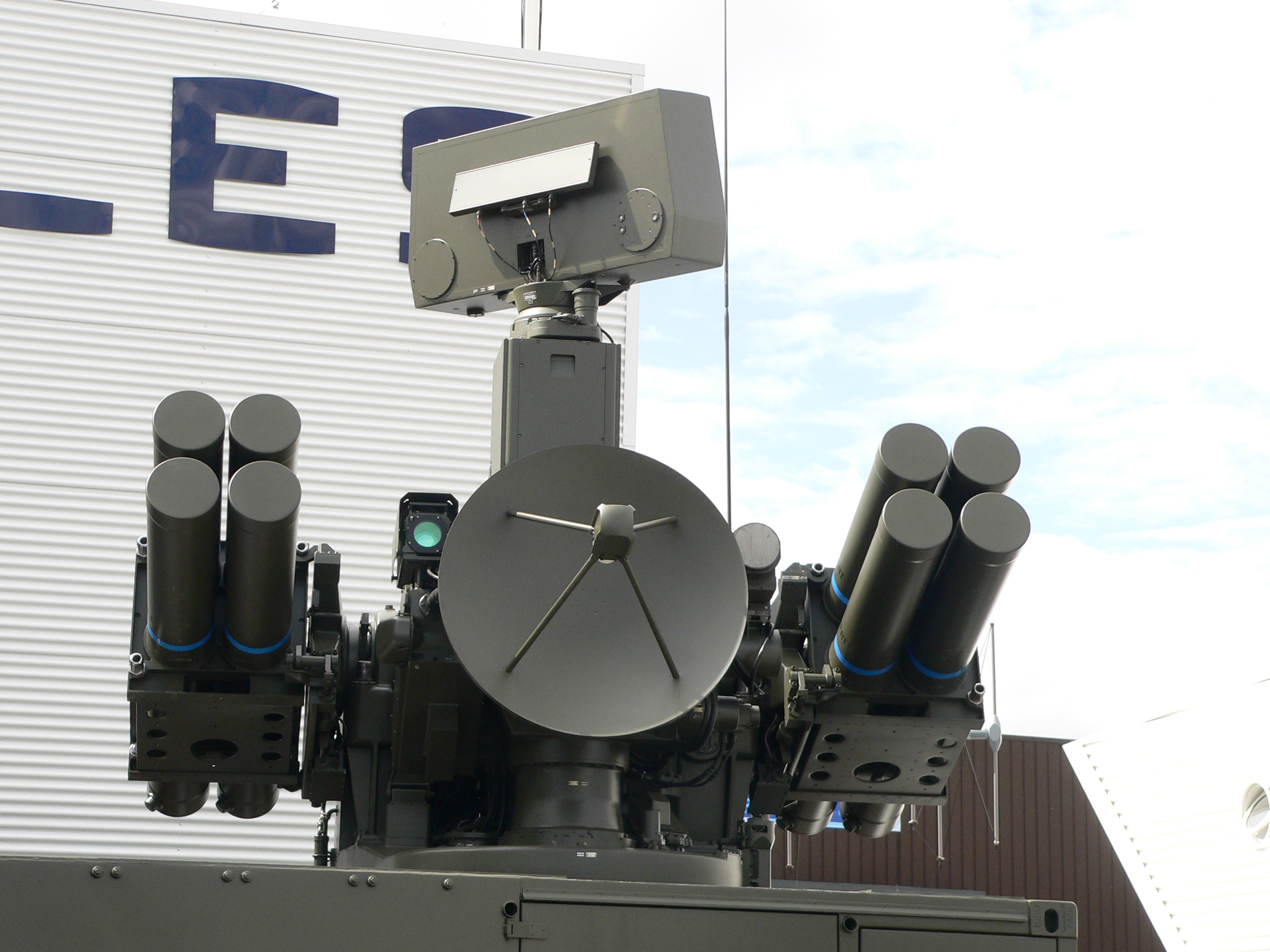
Sistema de misiles de defensa antiaérea Crotale.

Desde principios de la década de 1960, la Fuerza Aérea Sudafricana también fue responsable del mando de todas las fuerzas de misiles tierra-aire, como parte de la defensa antiaérea de Sudáfrica y el Sudoeste de África. En julio de 1964, Sudáfrica firmó un contrato de desarrollo con Thomson-CSF para un sistema SAM móvil, apto para todo clima y de baja altitud, después de que el gobierno del Reino Unido rechazara un pedido sudafricano para el sistema SAM "Bloodhound". El gobierno sudafricano pagó el 85% por ciento de los costos de desarrollo del sistema y el resto lo pagó Francia. El sistema se conocía como "Cactus" dentro de la FAS y como "Crotale" en Francia. Las unidades se desplegaron operativamente en pelotones en 1971 y cada pelotón constaba de una unidad de adquisición y coordinación, y dos o tres unidades de disparo, y una batería tenía dos pelotones. Todas las baterías de la defensa antiaérea "Cactus" fueron puestas bajo el mando del Escuadrón 120 hasta el retiro del sistema a fines de la década de 1980.

## Historia del Servicio de salud militar sudafricano
El Servicio de Salud Militar Sudafricano, fue establecido como una rama de servicio de la Fuerza de Defensa de Sudáfrica (FDS) el 1 de julio de 1979, con el fin de consolidar y fortalecer los servicios médicos del Ejército, la Armada, y la Fuerza Aérea Sudafricana. Tras el final de la Guerra de la Frontera, a principios de la década de 1990, el servicio implementó varias medidas de reducción. Consolidó todos los almacenes de intendencia en las áreas de Ciudad del Cabo y Bloemfontein, trasladó su centro de capacitación de Potchefstroom a Pretoria, cerró varios depósitos de suministros médicos, consolidó centros y sistemas informáticos, racionalizó los procedimientos para la adquisición de medicamentos y equipos médicos, suspendió los cursos de técnicas de supervivencia, y redujo las enfermerías y clínicas médicas militares que prestaban servicios a otros servicios armados afectados por reducciones de personal. El servicio médico se incorporó a la Fuerza de Defensa Nacional de Sudáfrica, el 27 de abril de 1994, y pasó a llamarse Servicio de Salud Militar de Sudáfrica, el 1 de junio de 1998.